# Футбол в Греции
Футбол является очень популярным видом спорта в Греции.

## История греческого футбола

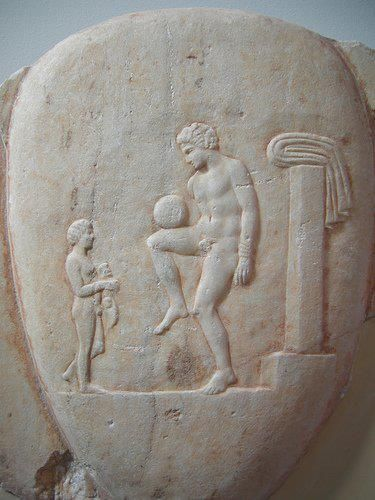
Древнегреческий игрок в эпискирос играет с мячом. Изображение на лекифе.

Около 2000 лет до нашей эры древние греки изобрели игру с бросанием мяча, которая называлась «эпискирос», или «файининда». Игра упоминается греческим драматургом Антифаном (388—311 до н. е.), а позже христианским богословом Климентом Александрийским (прибл. 150—215 н. е.). Эти игры, скорее всего, напоминали современное регби .
В неё играли в основном мужчины, но женщины, при желании, тоже могли попрактиковаться. Независимо от пола, греки обычно играли голыми. Один из гранитных рельефов Афинского Государственного Музея Археологии изображает греческого атлета, удерживающего мяч у себя на колене, возможно, демонстрируя этот прием мальчику, стоящему рядом.
Точно такое же изображение в наши дни выгравировано на кубке победителей Лиги Чемпионов. Мяч, изображенный на рельефе, вероятно, назывался «фоллис» или «надутый мяч». Сначала мячи делались из льна либо шерсти, обмотанных веревкой и сшитых вместе. Они практически не отскакивали. Поздние греческие модели, такие как «фоллис» делались из надутого мочевого пузыря свиньи, плотно обернутого кожей (той же свиньи или замшей). Другая техника создания мячей подразумевала измельчение морских губок и оборачивание их тканью и веревками. Греческую игру «эпискирос» позже переняли римляне, которые изменили её и переименовали в «гарпастум».
В новое время футбол стал известен и популярен в Греции в основном с помощью англичан. Первые греческие команды были созданы в Смирне (ныне Измир) в течение 1890-х годов. После греко-турецкой войны 1919—1922 команды «Паниониос» и «Аполлон Смирнис» были переведены в Афины.

## Чемпионат
Первый чемпионат по профессиональному футболу в Греции был официально основан в 1927 году под названием Панэллинский чемпионат. В 1959 году Панэллинский чемпионат заменила Альфа Етники. В отличие от Панэллинского чемпионата количество команд в Альфа Етники увеличилось, поэтому и повысился общенациональный интерес к турниру. За период 53-летнего существования лиги Панэллинским чемпионатом управляли различные организации: с 1906 по 1913 год — Федерация лёгкой атлетики Греции (SEGAS), предшественник Эллинской федерации футбола (EPO), с 1922 по 1927 год — Союз футбольных ассоциаций Греции (EPSE), а с 1927 года лигу возглавляет EPO. К тому Панэллинский чемпионат считался неофициальным соревнованием. Первый официальный чемпион был объявлен в 1928 году.
Суперлига Греции является самым высоким профессиональным футбольным дивизионом в Греции, поэтому его победитель становится Чемпионом Греции. Команда с наибольшим количеством национальных чемпионств — «Олимпиакос»

## Кубок
В настоящее время проходит одно основное кубковое соревнование в греческом футболе — Кубок Греции, в котором соревнуются команды из всех футбольных лиг Греции, команды низших дивизионов имеют шанс победить сильные клубы, однако команды низших дивизионов редко попадают в финал. Кроме того в сезоне 1989-90 проводился Кубок греческой лиги. Единственным победителем Кубка Лиги стал АЕК, победив «Паниониос» (3-3 и 4-2 по пенальти), «Арис» (5-2), Левадиакос (0-0 и 1-0) и 2 июня 1990 года в финале в Афинах на Олимпийском стадионе — Олимпиакос 3-2.
Кроме того, между победителем чемпионата и обладателем Кубка нерегулярно проводится Суперкубок Греции. Первый розыгрыш турнира состоялся в 1970 году, но официальным стал только в 1987 году, но ежегодным так и не стал.

## Международный футбол

### Клубные турниры
Греческие клубы играют в европейских турнирах под юрисдикцией УЕФА — Лиге Чемпионов УЕФА, Лиге Европы УЕФА и  .Лига конференций УЕФА.  Олимпиакос стал первой и единственной греческой командой, завоевавшей трофей УЕФА, выиграв Лигу конференции Европы в сезоне 2023–24 и победив «Фиорентину» в финале. Кроме того, молодежная команда Олимпиакоса в том же сезоне выиграла Молодежную лигу УЕФА, победив «Милан» в финале.

### Сборная

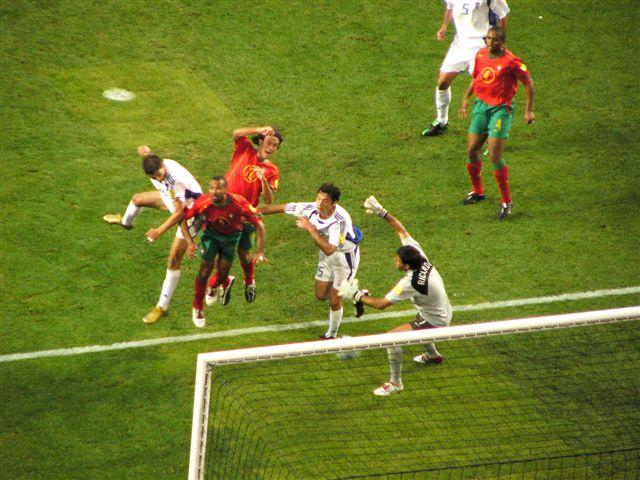
Ангелос Харистеас забивает победный гол в финале Евро-2004 в ворота португальцев

Первый матч сборной Греции состоялся 7 апреля 1929 года и завершился поражением 1:4 от Италии. Греция впервые приняла участие в крупном международном турнире в 1980 году, когда стала участницей финальной стадии чемпионата Европы. Однако участие в Чемпионате Европы-1980 и дебют в финальной стадии Чемпионата мира-1994 не принесли успехов команде. С 2001 года греческую национальную футбольную сборную тренировал немец Отто Рехагель, ставший рекордсменом по количеству матчей, проведенных у руля команды (75), а также старшим тренером сборной на Чемпионате мира 2010 года.
Самым большим успехом сборной является победа на Чемпионате Европы 2004 года, где греки выиграли турнир, не пропустив ни одного мяча на протяжении 358 минут игры.

## Ссылка
- Официальный сайт (греч.) (англ.)